# Rick Allen

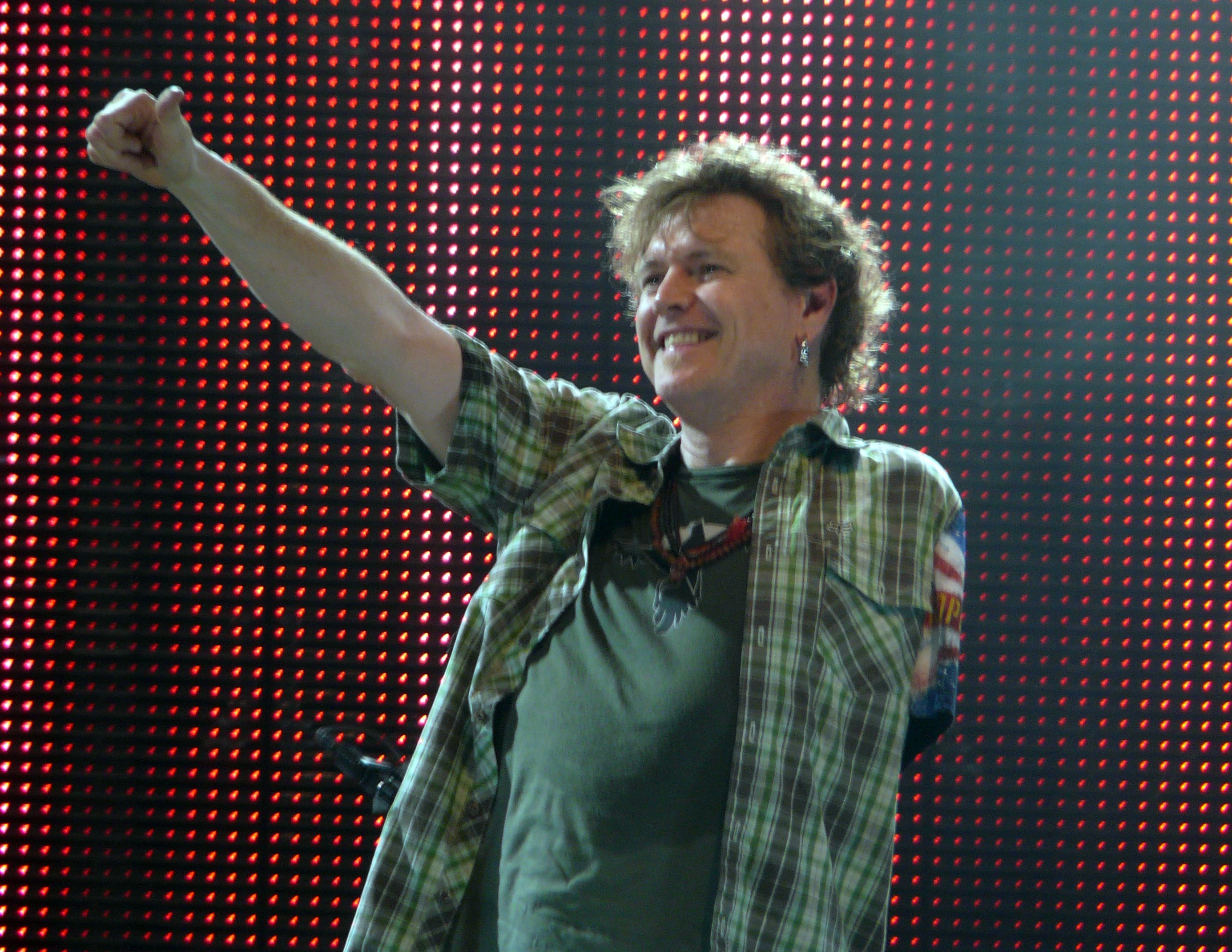
Rick Allen bei einem Konzert in Winnipeg am 13. August 2008

Richard John Cyril Allen (* 1. November 1963 in Derbyshire, Großbritannien) ist ein englischer Musiker und seit 1978 Schlagzeuger der Hard-Rock-Band Def Leppard. 1985 verlor er nach einem Autounfall seinen linken Arm, der an der Schulter amputiert werden musste. Er blieb jedoch Mitglied der Gruppe und ist bis heute deren Schlagzeuger. Außerdem ist er Mitbegründer der „Raven Drum Foundation“, einer Stiftung, die sich für Kriegsversehrte und Menschen in Krisensituationen einsetzt.

## Def Leppard
Im November 1978 wurde Allen Mitglied von Def Leppard, womit er Tony Kenning ersetzte. Die Gruppe ging im Vorprogramm von Sammy Hagar und AC/DC auf Tournee und veröffentlichte ihr Debütalbum mit dem Titel On Through the Night am 14. März 1980. Allen ist seitdem durchgängig Mitglied der Gruppe.

## Der Unfall und die Folgen
Am 31. Dezember 1984 war Allen mit seinem Auto auf dem Weg zu einer Silvesterparty im Haus seiner Familie in Sheffield. Während eines Überholmanövers übersah er eine Kurve und verlor die Kontrolle über seinen Wagen, der durch eine Steinmauer brach und in ein Feld stürzte. Allen wurde aus dem Fahrzeug geschleudert, sein linker Arm wurde dabei in Höhe der Schulter durch den nicht vorschriftsmäßig angelegten Sicherheitsgurt abgetrennt. Das Auto blieb auf dem Dach liegen; Allens Freundin, Miriam Barendsen, wurde von ihrem Gurt im Sitz gehalten und war nur leicht verletzt. Sie fand Allen auf dem Feld. Ärzte versuchten, den Arm wieder anzunähen, die Wunde entzündete sich jedoch; der Arm musste amputiert werden.
Obwohl Allen sich sicher war, nie wieder Schlagzeug spielen zu können und daher die Band verlassen zu müssen, sahen die Bandmitglieder das anders. Gemeinsam mit der Firma Simmons wurde ein elektronisches Schlagzeug entwickelt, das Allen mit dem verbliebenen Arm und vor allem mit den Füßen spielen konnte.
Am 16. August 1986 trat Allen das erste Mal seit seinem Unfall wieder mit Def Leppard auf. Die Band spielte an diesem Tag beim Monsters-of-Rock-Festival in Donington, und nur ein Jahr später erschien mit Hysteria eines der erfolgreichsten Hard-Rock-Alben aller Zeiten, das sich mehr als 20 Millionen Mal verkaufte. Das Album erreichte Platz 1 der Albumcharts in den USA, Großbritannien, Norwegen, Australien und Neuseeland.
Allen wurde 2008 vom Magazin Gigwise auf Platz sieben der Liste der „Größten Schlagzeuger aller Zeiten“ geführt.

## Privates
Allen war seit 1991 mit seiner Frau Stacey verheiratet, das Paar bekam am 20. Mai 1997 eine Tochter (Laura). Im Jahr 2000 ließen Rick und Stacey Allen sich scheiden. Im Jahr 2003 heiratete er Lauren Monroe, mit der er seit 2010 die gemeinsame Tochter Josefine hat.

## Diskografie
(nur Studioalben)
- On Through the Night (1980)
- High ’n’ Dry (1981)
- Pyromania (1983)
- Hysteria (1987)
- Adrenalize (1992)
- Retro Active (1993)
- Slang (1996)
- Euphoria (1999)
- X (2002)
- Yeah! (2006)
- Songs from the Sparkle Lounge (2008)
- Def Leppard (2015)
- Diamond Star Halos (2022)

## Ehrungen

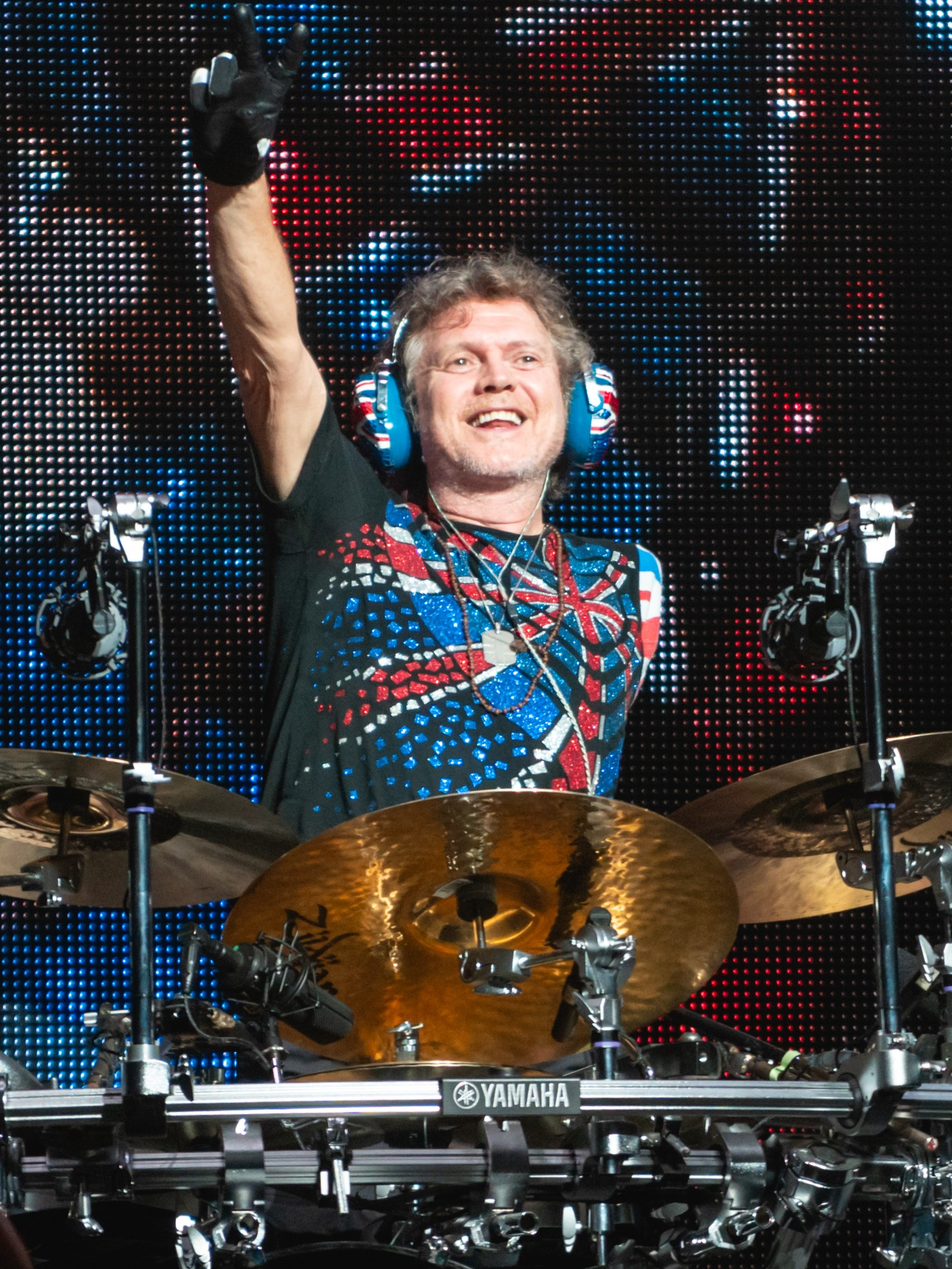
Rick Allen 2018

Im Oktober 2019 wurde eine neu beschriebene Art der Riesenkrabbenspinnen (Sparassidae) zu Ehren von Rick Allen benannt und erhielt die wissenschaftliche Bezeichnung Extraordinarius rickalleni.